# Mika Strömberg
Mika Strömberg, född 28 februari 1970, är en finländsk ishockeyspelare (högerback) som spelar för KalPa i den finländska FM-ligan. Under den senaste säsongen har han spelat för HPK, Hämeenlinnan Pallokerho. Där blev han HPK:s bästa back under slutspelet när de vann bronset (2006/2007). Tidigare har Strömberg bland annat spelat i Jokerit, där han på sina 12 säsonger varit med om att ta fyra guld. Säsongen 1995/1996 blev Strömberg utsedd till bästa back i SM-Liiga.

## Klubbar
- KalPa, 2007- (SM-Liiga)
- HPK, 2006-2007 (SM-Liiga)
- Jokerit, 1988-1999, 2002-2003 (SM-Liiga)
- Djurgårdens IF, 2003-2006 (Elitserien)
- Fribourg, 1999-2000 (NLA i Schweiz)
- Chur, 2000-2002 (NLA i Schweiz)